# Сан Ђузепе ди Касто (Бијела)
Сан Ђузепе ди Касто је насеље у Италији у округу Бијела, региону Пијемонт.
Према процени из 2011. у насељу је живело 55 становника. Насеље се налази на надморској висини од 677 м.